# دنكان واتس
 دنكان واتس (بالإنجليزية: Duncan J. Watts)‏ (ولد 1971) هو باحث أسترالي المولد يعمل في مركز أبحاث مايكروسوفت في الولايات المتحدة. حصل على الإجازة الجامعية الأولى في الفيزياء من جامعة ساوث ويلزو الدكتوراه قي الميكانيك النظري والتطبيقي من جامعة كرونيل.. وهو أيضا عضو هيئة التدريس الخارجية السابقة معهد سانتا في وأستاذ سابق في علم الاجتماع في جامعة كولومبيا، حيث ترأس مجموعة دراسات الحيوية الجماعية. وهو مؤلف كتابSix Degrees: The Science of a Connected Age  كل شيء واضح * بمجرد أن تعرف الجواب: ما مدى شيوع إحساس فشل بنا (ISBN 978-0-385-53168-9)  العنوان بالإنكليزية @and Everything is Obvious * Once You Know the Answer: How Common Sense Fails U". وكتاب ست درجات الذي اعتمد فيه على ورقته التي قدم مع ستيفن ستروغاز نظرية رياضية تفسر ظاهرة العالم الصغير عام 1998 .
ظل دانكان عالم أبحاث رئيسي في ياهو! البحوث، حتى أبريل 2012، حيث كان يقوم بإدارة المجموعة البحثية التي تعنى بدراسة الديناميات الاجتماعية للإنسان. انضم واتس إلى أبحاث مايكروسوفت في مدينة نيويورك من قبل افتتاحه في 3 مايو 2012.
يصف واتس أبحاثه بانها استكشاف «الدور الذي تلعبه بنية الشبكة في تحديد أو تقييد سلوك النظام، مع التركيز على عدد قليل من ساحات التساؤلات الواسعة في العلوم الاجتماعية مثل عدوى المعلومات، وإدارة المخاطر المالية، والتصميم التنظيمي». وقد جذب في الآونة الأخيرة الاهتمام لتكراره الحديث لتجربة العالم الصغير التي قام بها ستانلي ميلغرامولكن باستخدام رسائل البريد الإلكتروني ولدراساته حول الشعبية والتقليعات في المجتمعات على الإنترنت وغيرها من المجتمعات.

## قائمة المراجع
أعماله المختارة
- Watts, D.J. (1998). "Collective dynamics of 'small-world' networks". Nature. ج. 393 ع. 6684: 440–442. Bibcode:1998Natur.393..440W. DOI:10.1038/30918. PMID:9623998. {{استشهاد بدورية محكمة}}: الوسيط author-name-list parameters تكرر أكثر من مرة (مساعدة)
- Watts, D.J. (1999). "Networks, Dynamics, and the Small-World Phenomenon". AJS. ج. 105 ع. 2: 493–527. DOI:10.1086/210318. مؤرشف من الأصل في 2020-01-24.
- Watts, Duncan (2002). "Identity and Search in Social Networks". Science. ج. 296 ع. 5571: 1302–1305. arXiv:cond-mat/0205383. Bibcode:2002Sci...296.1302W. DOI:10.1126/science.1070120. PMID:12016312. {{استشهاد بدورية محكمة}}: الوسيط author-name-list parameters تكرر أكثر من مرة (مساعدة)
- Watts, Duncan (2002). "A simple model of global cascades on random networks". Proceedings of the National Academy of Sciences. ج. 99 ع. 9: 5766–5771. Bibcode:2002PNAS...99.5766W. DOI:10.1073/pnas.082090499. PMC:122850. PMID:16578874.
- Dodds, Peter (2003). "An Experimental Study of Search in Global Social Networks". Science. ج. 301 ع. 5634: 827–829. Bibcode:2003Sci...301..827D. DOI:10.1126/science.1081058. PMID:12907800. {{استشهاد بدورية محكمة}}: الوسيط author-name-list parameters تكرر أكثر من مرة (مساعدة)
- Watts, Duncan (2003). Six Degrees: The Science of a Connected Age. W. W. Norton & Company. {{استشهاد بكتاب}}: الوسيط غير المعروف |الرقم المعياري= تم تجاهله يقترح استخدام |ردمك= (مساعدة)
- Watts, D.J. (21 أبريل 2004). "The New science of networks". Annual review of sociology. ج. 30: 243–270. مؤرشف من الأصل في 2018-11-21.
- Dodds, P.S. (2004). "Universal Behavior in a Generalized Model of Contagion". Physical Review Letters. ج. 92 ع. 21: 218701. arXiv:cond-mat/0403699. Bibcode:2004PhRvL..92u8701D. DOI:10.1103/PhysRevLett.92.218701. PMID:15245323. {{استشهاد بدورية محكمة}}: الوسيط author-name-list parameters تكرر أكثر من مرة (مساعدة)
- Watts, D.J. (2005). "Multiscale, resurgent epidemics in a hierarchical metapopulation model" (PDF). Proceedings of the National Academy of Sciences. ج. 102 ع. 32: 11157–11162. Bibcode:2005PNAS..10211157W. DOI:10.1073/pnas.0501226102. PMC:1183543. PMID:16055564. مؤرشف من الأصل (PDF) في 2020-01-24. {{استشهاد بدورية محكمة}}: الوسيط author-name-list parameters تكرر أكثر من مرة (مساعدة)

## وصلات خارجية
- الصفحة الرئيسية من دنكان واتس في بحث ياهو
- Clive Thompson (2008-02). "Is the Tipping Point Toast?". فاست كومباني. مؤرشف من الأصل في 2012-07-29. اطلع عليه بتاريخ 2008-02-25. {{استشهاد بخبر}}: تحقق من التاريخ في: |تاريخ= (مساعدة)
- قالب:Cite media